# Pieter Willem Leenhouts
Pieter Willem Leenhouts ( 1926 - 1 de marzo de 2004), fue un botánico neerlandés, especializado en evolución y herencia. Durante su larga carrera revisó las familias Burseraceae, Connaraceae, Dichapetalaceae, Goodeniaceae, Loganiaceae, Sapindaceae. De 1947 a 1999, estuvo asociado con el Rijksherbarium, el "Herbario Nacional de los Países Bajos, hoy rama de la Universidad de Leiden, primero demonstrator, y desde 1953 miembro de "Flora Malesiana"; retirándose en 1991 como miembro honorario.
Falleció luego de un largo Parkinson.

## Algunas publicaciones

### Libros
- pieter Willem Leenhouts. 1976. The genus Canarium in the Pacific. Volumen 216 de Bernice P. Bishop Museum bulletin. Edición reimpresa de Kraus Reprint Co. 53 pp.
- --------------------------------------. 1972. A revision of Haplolobus (Burseraceae). 28 pp.
- --------------------------------------. 1971. A Revision of Dimocarpus (Sapindaceae). 19 pp.
- --------------------------------------. 1968a. A guide to the practice of herbarium taxonomy. Volumen 58 de Regnum vegetabile. Editor Int. Bureau for Plant Taxonomy & Nomenclature, 60 pp.
- --------------------------------------. 1968b. Florae Malesianae Praecursores L.a revision of Lepisanthes ... 59 pp.
- --------------------------------------. 1967. Phoenicimon Ridl. (Sapindaceae) is Glycosmis Correa (Rutaceae). 452 pp.
- --------------------------------------. 1966. A new Strychnos from Borneo (Loganiaceae). 230 pp
- focko Weberling, pieter willem Leenhouts. 1965. Systematisch-morphologische Studien an Terebinthales-Familien: (Bursersaceae, Sapindaceae). Volumen 1965, N.º 10 de Mathematisch-naturwissenschaftlich Klasse. Editor Verlag der Akademie der Wissenschaften und der Literatur, 584 pp.
- pieter Willem Leenhouts. 1959. A monograph of the genus Canarium (Burseraceae). Edición reimpresa de Ijdo, 475 pp.

## Eponimia
- (Burseraceae) Haplolobus leenhoutsii Kochummen[1]
- (Loganiaceae) Geniostoma leenhoutsii B.J.Conn[2]
- (Loganiaceae) Strychnos leenhoutsii Tirel[3]
- (Loranthaceae) Scurrula leenhoutsii Rajasek.[4]